# Karl Schäfer (Orgelbauer)

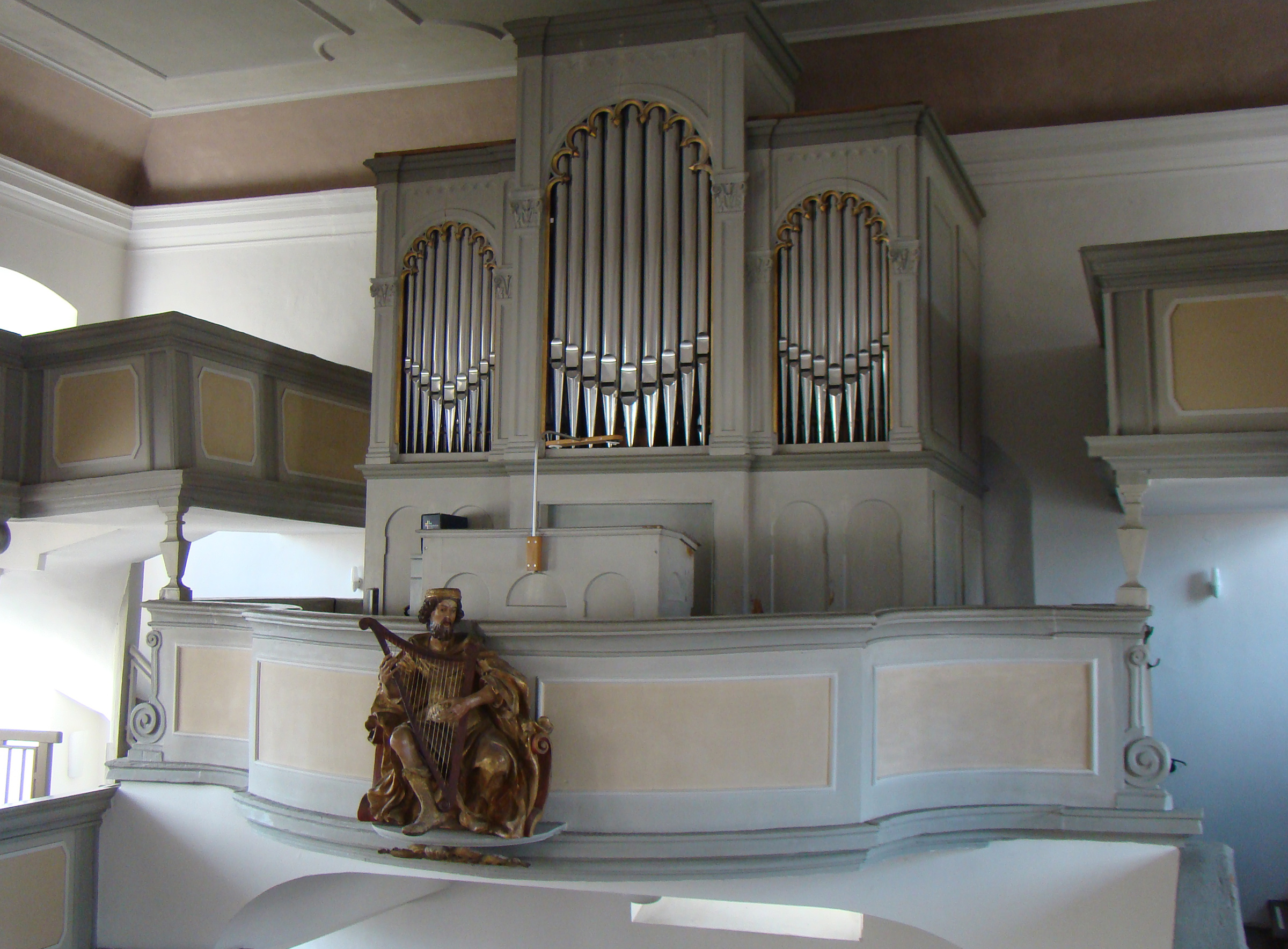
Schäfer-Orgel der Wendelinskirche Eschenau

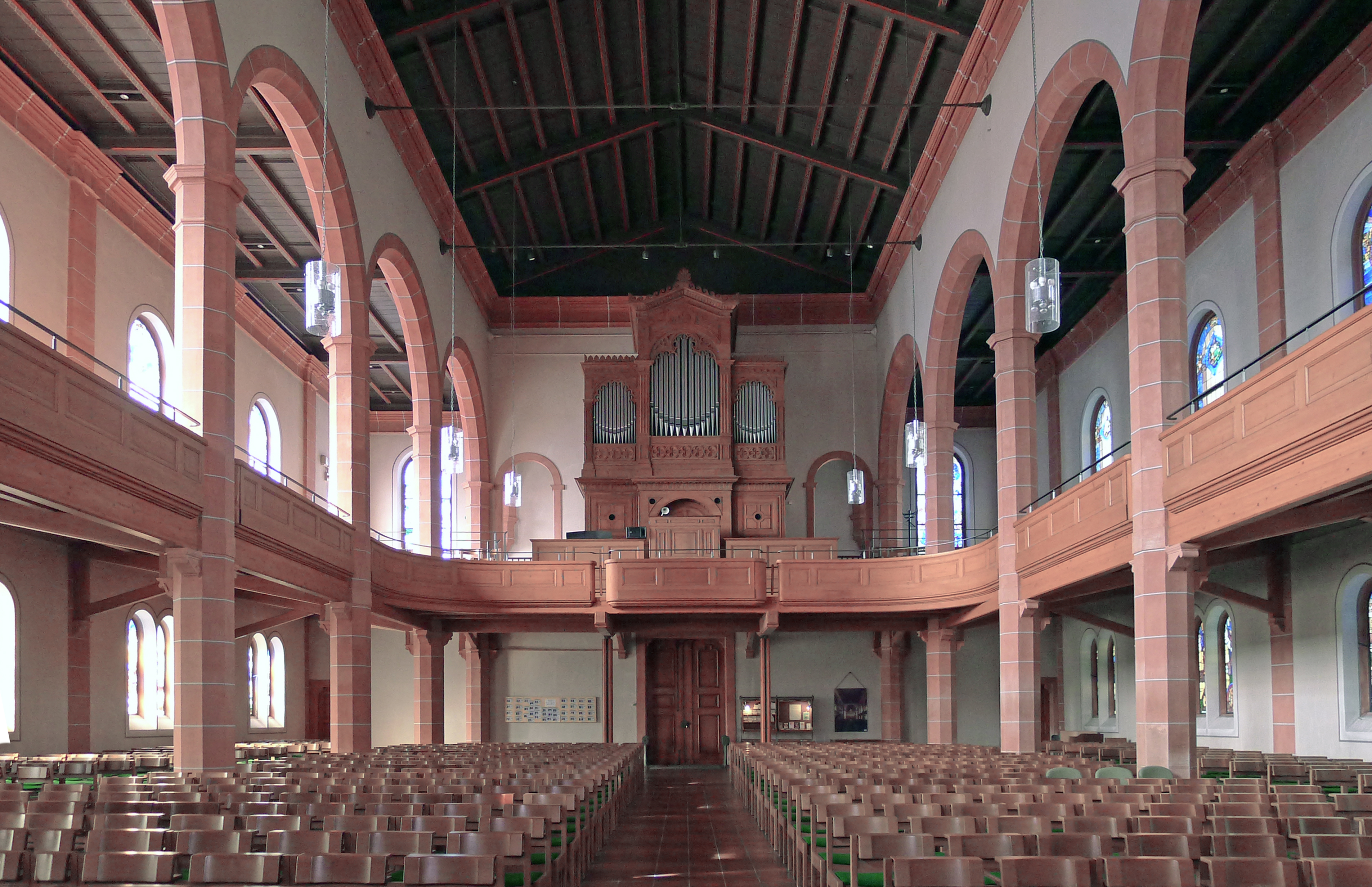
Evangelische Kirche Ihringen mit Schäfer-Orgel

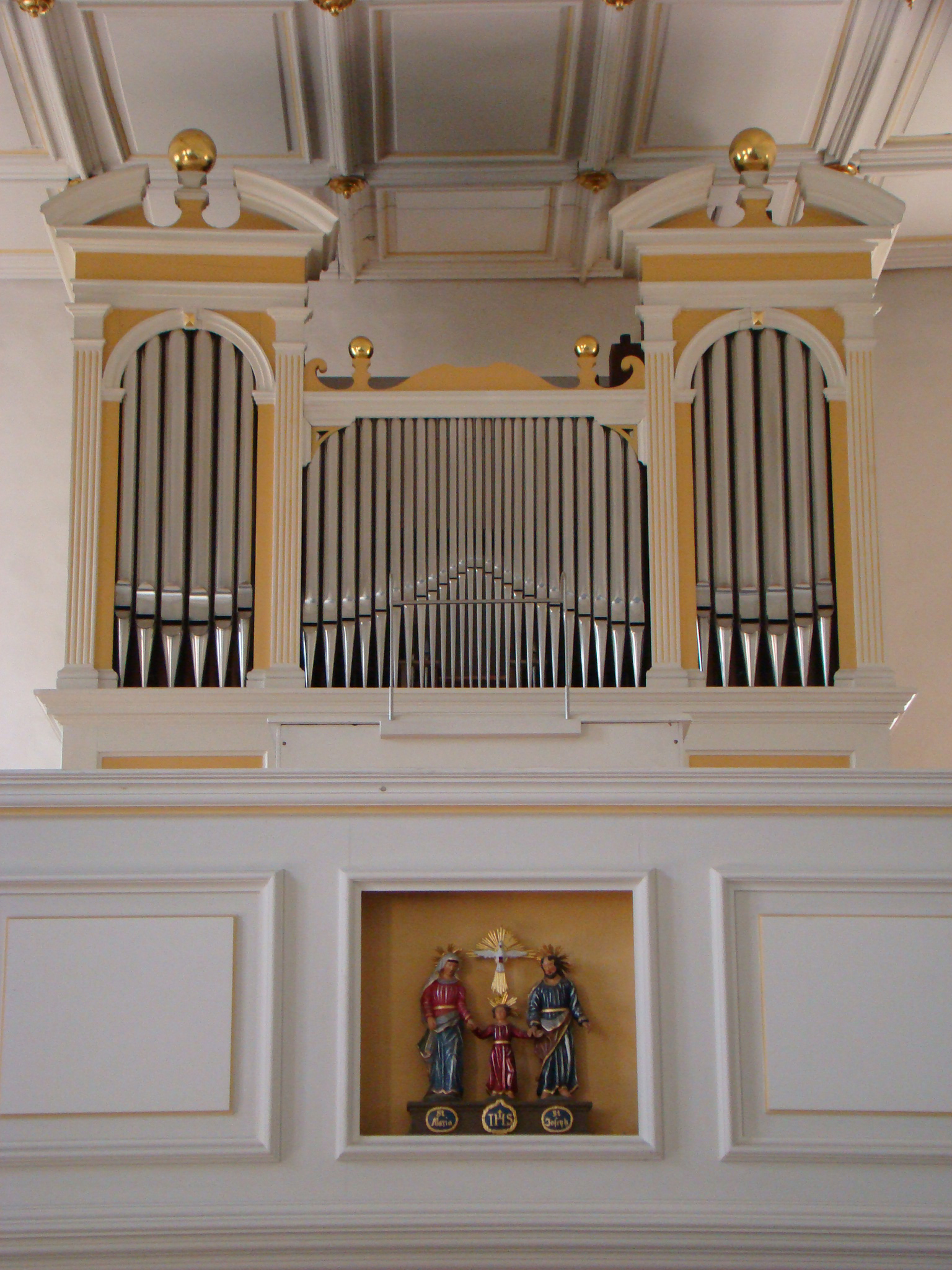
Schäfer-Orgel der Frauenkirche Neckarsulm

Karl Heinrich Schäfer (* 18. November 1838; † 24. Mai 1922; auch Carl Heinrich Schäfer) war ein deutscher Orgelbauer aus Heilbronn.
Karl Schäfer entstammte einer Orgelbauerfamilie und erhielt seine Ausbildung bei seinem Vater Johann Heinrich Schäfer, dessen Werkstätte er auch übernahm. Nach seinem Tode wurde die Werkstatt in Heilbronn eingestellt.
Karl Schäfers Sohn Karl Franz Schäfer (* 14. März 1872) wanderte im Januar 1899 in die Schweiz aus.

## Werke (Auswahl)
- 1858: Orgel der Peterskirche in Neckargartach
- 1874: Renovierung der Orgel in der evangelischen Pfarrkirche Eich[2]
- 1877: Umbau der Orgel in der Stadtkirche in Vaihingen an der Enz[3]
- 1878: Orgel für die Evangelische Kirche in Ihringen[4]
- 1879: Orgel für die Wendelinskirche in Eschenau[5]
- 1888: Umbau der Orgel der Kilianskirche in Heilbronn[6]
- 1893: Versetzung und Erweiterung der Orgel in der Stadtkirche in Vaihingen an der Enz[7]
- 1895: Orgel für die Frauenkirche in Neckarsulm[8]